# Emily Beecham

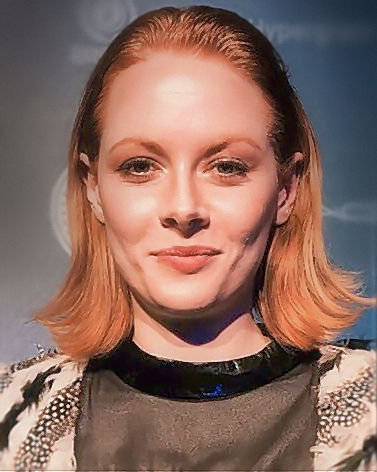
Emily Beecham in 2017

Emily Beecham (Manchester, 12 mei 1984) is een Brits actrice.

## Biografie
Beecham werd geboren in Manchester bij een Britse vader en een Amerikaanse moeder uit Arizona. Zij haalde in 2006 haar bachelor of arts aan de LAMDA in Londen.
Beecham begon in 2006 met acteren in de miniserie Bon Voyage, waarna zij nog meerdere rollen speelde in televisieseries en films.

## Filmografie

### Films
Uitgezonderd korte films.
- 2024 William Tell - als Gertrude
- 2024 Slingshot - als Zoe
- 2023 Stockholm Bloodbath - als Kristina Gyllenstierna
- 2023 The Old Man and the Land - als Laura (stem)
- 2023 North Star - als Georgina
- 2023 Guy Ritchie's The Covenant - als Caroline Kinley
- 2021 Cruella - als Catherine
- 2021 Outside the Wire - als Sofiya
- 2020 Sulphur and White - als Vanessa
- 2019 Little Joe - als Alice Woodard
- 2019 Berlin, I Love You - als Hannah
- 2017 Daphne - als Daphne
- 2016 Hail, Caesar! - als Dierdre
- 2013 The Thirteenth Tale - als Isabelle March
- 2013 Art Is... - als Lulu
- 2010 Basement - als Pru
- 2010 Pulse - als Stella Hamilton
- 2009 The Calling - als Joanna
- 2007 Rise of the Footsoldier - als Kelly
- 2007 28 Weeks Later - als Karen

### Televisieseries
Uitgezonderd eenmalige gastrollen.
- 2022 1899 - als Maura Franklin - 8 afl.
- 2021 The Pursuit of Love - als Fanny Logan - 3 afl.
- 2015-2019 Into the Badlands - als de weduwe - 32 afl.
- 2013-2014 The Village - als Caro Allingham - 12 afl.
- 2012 The Fear - als Janey Beckett - 3 afl.
- 2012 Case Sensitive - als Mary Trelease - 2 afl.
- 2011 The Runaway - als Caroline Dixon - 2 afl.
- 2010 Silent Witness - als Anna Flannery - 2 afl.
- 2009 The Street - als Gemma - 2 afl.
- 2009 Unforgiven - als Lucy Belcombe - 3 afl.
- 2008 Tess of the D'Urbervilles - als Retty Priddle - 2 afl.
- 2006 Bon Voyage - als Rachel Aldred - 2 afl.

- Gemeinsame Normdatei: 1018928731
- International Standard Name Identifier: 0000 0003 6452 3858
- Library of Congress Control Number: no2013023384
- Nationale Bibliotheek van Tsjechië: xx0258843
- Nationale Bibliotheek van Israël: 987008817293005171
- Système universitaire de documentation: 235600121
- Virtual International Authority File: 225770503
- WorldCat: E39PBJpYvgcmw6htPYKWHCcpT3